# Allodessus
Allodessus es un género de coleópteros adéfagos de la familia Dytiscidae. 

## Especies
- Allodessus bistrigatus	(Clark 1862)
- Allodessus megacephalus	(Gschwendtner 1931)
- Allodessus oliveri	(Ordish 1966)
- Allodessus skottsbergi	(Zimmermann 1924)
- Allodessus thienemanni	(Csiki 1938)